# Еліс Кінселла
Еліс Кінселла (англ. Alice Kinsella, нар. 13 березня 2001, Базілдон, Ессекс) — британська гімнастка. Бронзова призерка Олімпійських ігор в Токіо, Японія, в командній першості. Чемпіонка Європи на колоді, учасниця чемпіонатів світу та Європи.

## Біографія
Народилась в Базілдоні, Ессекс, в родині ірландського професійного футболіста Марка Кінселла. Старший брат Ліам Кінселла професійно займається футболом, грає за Волсолл (футбольний клуб) та входить до складу збірної Ірландії до 21 року. Старша сестра - косметолог.

## Спортивна кар'єра
Під час перегляду старшої сестри тренер відзначив природні здібності чотирирічної Еліс до спортивної гімнастики. Щороку з 9 років була фіналісткою чемпіонатів Англії та Великої Британії. Тренується у Крістін Стіл та Бретта Інса у Національному спортивному центрі в Ліллешолі, Шропшир.

#### 2017
На дебютному в дорослій збірній Великої Британії чемпіонаті Європи в багатоборстві посіла десяте місце.
На  чемпіонаті світу, що проходив у жовтні в Монреалі, кваліфікувалася до фіналу багатоборства з 24 результатом, але через травму ноги змушена була знятися зі змагань.

#### 2018
На чемпіонаті Європи в Глазго, Велика Британія, посіла четверте місце у команді.
В Досі, Катар, на чемпіонаті світу разом з Еліссою Дауні, Ребеккою Дауні, Джорджією-Мей Фентон та Келлі Сімм посіла дев'яте місце, в фінали окремих видів не кваліфікувалась.

#### 2019
У квітні на чемпіонаті Європи стала першою в історії Великої Британії гімнасткою, яка здобула перемогу на колоді.
На чемпіонаті світу 2019 року у командному фіналі разом з Еліссою Дауні, Ребеккою Дауні, Джорджією-Мей Фентон та Теєю Джеймс посіли шосте місце, що дозволило здобули командну олімпійську ліцензію на Літні Олімпійські ігри 2020 у Токіо, Японія. В фіналі багатоборства посіла дванадцяте місце.

#### 2021
В олімпійський рік змагалася переважно на британських кваліфікаційних змаганнях. Першим міжнародним змаганнях для гімнастки був чемпіонат Європи в Базелі. У кваліфікації багатоборства посіла одинадцяте місце, але поступилася Емілі Морган та Джесіці Гадіровій, тому на вийшла у фінал. Вийти в особисті фінали на снарядах їй також не вдалося.
Еліс Кінсела увійшла до складу збірної Великої Британії на Олімпійські ігри. Разом із Дженніфер та Джесікою Гадіровою, а також Емілі Морган, кваліфікувалися у фінал із шостого місця. В особистих змаганнях гімнастка не зуміла пройти кваліфікацію. 27 липня відбувся командний фінал, у якому британки виграли бронзові медалі. Кінселла суттєво допомогла своїй збірній, пройшовши усі чотири снаряди. Ця медаль стала першою за 93 роки для британської жіночої збірної у командних змаганнях.

#### 2022
Новий сезон розпочала зі срібних нагород чемпіонату Англії в багатоборсті та вільних вправах. На чемпіонаті Великої Британії посіла п'яте місце в баготоборстві, четверте місце у вільних вправах, а також стала чемпіонкою на різновисоких брусах і виграла срібло у вправах на колоді.
У липні, разом з Ондін Ачампонг, Джорджією-Мей Фентон, Клаудією Фрагапане та Келлі Сміт, представляючи збірну Англії, змагалася на Іграх Співдружності. Їм вдалося виграти золото у командних змаганнях. Окрім цього Кінселла посіла четверте місце у багатоборстві та вправах на колоді, а також стала чемпіонкою у вільних вправах.
У серпні, разом із сестрою Дженніфер та Джесікою Гадіровою, Ондін Ачампонг та Джорджією-Мей Фентон, виграла срібну медаль в командній першості на чемпіонаті Європи в Мюнхені. Призерки в багатоборстві визначалася за підсумками кваліфікації, де Еліс поступилася лише Асії Д'Амато, вигравши срібло. Окрім цього зуміла із шостого місця кваліфікуватися у фінал на різновисоких брусах, де посіла підсумкове восьме місце.
У жовтні, в Ліверпулі, відбувся домашній чемпіонат світу. Жіноча збірна Великої Британії виступала в ідентичному складі що був на чемпіонаті Європи. Кінселла допомогла команді кваліфікуватися у фінал із другим результатом, а також із чотирнадцятим результатом кваліфікувалася у фінал багатоборства. У командному фіналі виступила на усіх снарядах, а британська команда виграла срібні медалі, поступившись лише збірній США. У фіналі багатоборства поступилася Ребеці Андраде, Шиліз Джонс та Джессіці Гадіровій, посівши четверте місце.

#### 2023
Першим змаганням у сезоні став чемпіонат Англії, де вона виграла золоту медаль у вправах на колоді та вільних вправах. Потім виступила на чемпіонаті Уельсу, де посіла шосте місце на різновисоких брусах, дев'яте місце на колоді, та сьоме місце у вільних вправах. На чемпіонаті Великої Британії стала чемпіонкою в багатоборстві та у вільних вправах, а також виграла бронзову медаль у вправах на різновисоких брусах та колоді. Потрапила до складу збірної Великої Британії на чемпіонат Європи в Анталії. 12 квітня, у команді з Джессікою Гадіровою, Ондін Ачампонг, Ребеккою Дауніта Джорджією-Мей Фентон, зуміла стати чемпіонкою Європи в команді. У кваліфікації багатоборства посіла шосте місце, але не кваліфікувалася у фінал, бо поступилася своїм партнеркам по збірній Джессіці Гадіровій та Джорджії-Мей Фентон, але зуміла кваліфікуватися у фінал вільних вправ із четвертого місця.

## Результати на турнірах
| Рік                | Змагання                 | КБ | ІБ | Опорний стрибок | Різновисокі бруси | Колода | Вільні вправи |
| ------------------ | ------------------------ | -- | -- | --------------- | ----------------- | ------ | ------------- |
| Юніорські змагання |                          |    |    |                 |                   |        |               |
| 2015               | Чемпіонат Англії         |    | 3  | 5               | 1                 |        |               |
| 2015               | Чемпіонат Британії       |    | 12 |                 |                   |        | 7             |
| 2016               | Чемпіонат Англії         |    | 1  |                 |                   |        |               |
| 2016               | Чемпіонат Британії       |    | 4  |                 |                   | 1      | 4             |
| 2016               | Чемпіонат Європи         | 2  | 5  |                 | 4                 | 2      | 2             |
| Дорослі змагання   |                          |    |    |                 |                   |        |               |
| 2017               | Кубок світу в Штутгарті  |    | 7  |                 |                   |        |               |
| 2017               | Чемпіонат Британії       |    | 2  |                 |                   | 5      | 5             |
| 2017               | Чемпіонат Англії         |    | 3  |                 |                   |        | 3             |
| 2017               | Чемпіонат Європи         |    | 10 |                 |                   |        |               |
| 2017               | Чемпіонат світу          |    | 24 |                 | 21                | 54     | 20            |
| 2018               | Чемпіонат Англії         |    | 7  | 4               | 4                 |        | 6             |
| 2018               | Чемпіонат Британії       |    | 5  |                 |                   | 2      | 5             |
| 2018               | Кубок світу в Бірмінгемі |    | 3  |                 |                   |        |               |
| 2018               | Ігри Співдружності       | 2  | 3  |                 |                   | 1      | 8             |
| 2018               | Чемпіонат Європи         | 4  |    |                 |                   | 20     | 12            |
| 2018               | Чемпіонат світу          | 9  |    |                 |                   | 62     | 43            |
| 2019               | Чемпіонат Англії         |    | 3  |                 |                   |        |               |
| 2019               | Чемпіонат Британії       |    | 4  |                 | 2                 | 4      | 5             |
| 2019               | Чемпіонат Європи         |    | 15 |                 | 14                | 1      | 7             |
| 2019               | Чемпіонат світу          | 6  | 12 |                 | 31                | 11     | 75            |
| 2021               | Чемпіонат Європи         |    | 11 |                 | 23                | 18     | 12            |
| 2021               | Олімпійські ігри         | 3  | 48 |                 | 57                | 63     | 41            |
| 2022               | Чемпіонат Англії         |    | 2  |                 | 5                 | 5      | 2             |
| 2022               | Чемпіонат Британії       |    | 5  |                 | 1                 | 2      | 4             |
| 2022               | Ігри Співдружності       | 1  | 4  |                 |                   | 4      | 1             |
| 2022               | Чемпіонат Європи         | 2  | 2  |                 | 8                 | 10     | 7             |
| 2022               | Чемпіонат світу          | 2  | 4  |                 | 15                | 12     | 73            |
| 2023               | Чемпіонат Британії       |    | 1  |                 | 3                 | 3      | 1             |
| 2023               | Чемпіонат Європи         | 1  | 6  |                 | 45                | 12     | 2             |
| 2023               | Олімпійські ігри         | 4  | 12 |                 |                   |        |               |